# Бесан (Еро)
Бесан (фр. Bessan) је насеље и општина у јужној Француској у региону Лангдок-Русијон, у департману Еро која припада префектури Безје.
По подацима из 2011. године у општини је живело 4.638 становника, а густина насељености је износила 167,74 становника/km². Општина се простире на површини од 27,65 km². Налази се на средњој надморској висини од 8 метара (максималној 84 m, а минималној 0 m).

## Демографија
| 1962. | 1968. | 1975. | 1982. | 1990. | 1999. | 2011. |
| ----- | ----- | ----- | ----- | ----- | ----- | ----- |
| 2.919 | 2.972 | 2.911 | 2.997 | 3.356 | 4.025 | 4.638 |

График промене броја становника у току последњих година